# Jemima Crew
Jemima Crew, duchessa di Kent (1675 – 2 luglio 1728), è stata una nobildonna inglese.

## Biografia
Jemima era una figlia di Thomas Crew, II barone Crew, e della sua seconda moglie, Anne Armine, figlia di Sir William Airmine, II Baronetto.
Un ritratto di Jemima con le sue due sorelle, Armine ed Elizabeth, da bambine, fu portato da Jemima nella sua nuova casa a Wrest Park quando si sposò.

## Matrimonio
Sposò, il 16 aprile 1695, Henry Grey, I duca di Kent (1671 - 5 giugno 1740), figlia di Anthony Grey, XI conte di Kent. La coppia ebbe sei figli:
- Anthony Grey, conte di Harold (21 febbraio 1696–21 luglio 1723), che sposò Mary Tufton, non ebbero figli;
- Henry Grey (1697-1717);
- Amabel Grey (1698-2 marzo 1726), sposò John Campbell, III conte di Breadalbane e Holland, ebbero due figli;
- Jemima Grey (1699-7 luglio 1731), sposò John Ashburnham, I conte di Ashburnham, ebbero un figlio[3];
- Anne Grey (?-20 settembre 1733), sposò Lord Charles Cavendish, ebbero due figli;
- Mary Grey (1719-1 gennaio 1761), sposò David Gregory, ebbero due figli[2].

## Morte
I giardini di Wrest Park, su disposizione del duca, furono successivamente estesi e riorganizzati dalla nipote della coppia, Jemima Yorke, II marchesa Grey.
Morì il 2 luglio 1728. Fu sepolta nel mausoleo della famiglia Grey nella St John the Baptist Church, a Flitton.

## Ascendenza
|                               |                              |                           | Genitori             |  |  | Nonni |  |  | Bisnonni     |  |  | Trisnonni |  |
|                               |                              |                           |                      |  |  |       |  |  | Thomas Crewe |  |  | John Crew |  |
|                               |                              |                           |                      |  |  |       |  |  | Thomas Crewe |  |  | John Crew |  |
|                               |                              | Alice Mainwaring          |                      |  |  |       |  |  | Thomas Crewe |  |  |           |  |
| John Crew, I barone Crew      |                              |                           |                      |  |  |       |  |  | Thomas Crewe |  |  |           |  |
|                               |                              | Temperance Bray           | Reynold Bray         |  |  |       |  |  |              |  |  |           |  |
|                               |                              | Temperance Bray           | Reynold Bray         |  |  |       |  |  |              |  |  |           |  |
|                               |                              | Temperance Bray           | Anne Vaux            |  |  |       |  |  |              |  |  |           |  |
| Thomas Crew, II barone Crew   |                              | Temperance Bray           |                      |  |  |       |  |  |              |  |  |           |  |
|                               |                              | Edward Waldegrave         | Edward Waldegrave    |  |  |       |  |  |              |  |  |           |  |
|                               |                              | Edward Waldegrave         | Edward Waldegrave    |  |  |       |  |  |              |  |  |           |  |
|                               |                              | Edward Waldegrave         | Joan Acworth         |  |  |       |  |  |              |  |  |           |  |
| Jemima Waldegrave             |                              | Edward Waldegrave         |                      |  |  |       |  |  |              |  |  |           |  |
|                               |                              | Dame Sarah Higham         | John Higham          |  |  |       |  |  |              |  |  |           |  |
|                               |                              | Dame Sarah Higham         | John Higham          |  |  |       |  |  |              |  |  |           |  |
|                               |                              | Dame Sarah Higham         | Martha Yelverton     |  |  |       |  |  |              |  |  |           |  |
| Jemima Crew                   |                              | Dame Sarah Higham         |                      |  |  |       |  |  |              |  |  |           |  |
|                               | William Airmine, I baronetto | William Airmine           |                      |  |  |       |  |  |              |  |  |           |  |
|                               | William Airmine, I baronetto | William Airmine           |                      |  |  |       |  |  |              |  |  |           |  |
|                               | William Airmine, I baronetto | Martha Eure               |                      |  |  |       |  |  |              |  |  |           |  |
| William Airmine, II baronetto | William Airmine, I baronetto |                           |                      |  |  |       |  |  |              |  |  |           |  |
|                               |                              | Elizabeth Hicks           | Michael Hicks        |  |  |       |  |  |              |  |  |           |  |
|                               |                              | Elizabeth Hicks           | Michael Hicks        |  |  |       |  |  |              |  |  |           |  |
|                               |                              | Elizabeth Hicks           | Elizabeth Coulson    |  |  |       |  |  |              |  |  |           |  |
| Anne Armine                   |                              | Elizabeth Hicks           |                      |  |  |       |  |  |              |  |  |           |  |
|                               |                              | Robert Crane, I baronetto | Henry Crane          |  |  |       |  |  |              |  |  |           |  |
|                               |                              | Robert Crane, I baronetto | Henry Crane          |  |  |       |  |  |              |  |  |           |  |
|                               |                              | Robert Crane, I baronetto | Catherine Jerningham |  |  |       |  |  |              |  |  |           |  |
| Anne Crane                    |                              | Robert Crane, I baronetto |                      |  |  |       |  |  |              |  |  |           |  |
|                               |                              | Susan Alington            | Giles Alington       |  |  |       |  |  |              |  |  |           |  |
|                               |                              | Susan Alington            | Giles Alington       |  |  |       |  |  |              |  |  |           |  |
|                               |                              | Susan Alington            | Dorothy Cecil        |  |  |       |  |  |              |  |  |           |  |
|                               |                              | Susan Alington            |                      |  |  |       |  |  |              |  |  |           |  |